# Karol Nawrocki
Karol Tadeusz Nawrocki (Gdanjsk, 3. ožujka 1983.) poljski je političar i povjesničar, izabran za predsjednika Republike Poljske 1. lipnja 2025. Mandat mu je započeo 6. kolovoza 2025. 
Diplomirao je i doktorirao povijest na Sveučilištu u Gdanjsku (2013.), a 2023. završio MBA na Tehnološkom sveučilištu u Gdanjsku. Radio je u Institutu nacionalnog sjećanja od 2009. do 2017., vodivši odjel za javno obrazovanje u Gdanjsku od 2013.
Godine 2017. imenovan je ravnateljem Muzeja Drugog svjetskog rata u Gdanjsku do 2021., kada se vratio u Institut nacionalnog sjećanja kao potpredsjednik, a zatim predsjednik.
Nawrocki je autor nekoliko knjiga o antikomunističkoj oporbi, organiziranom kriminalu u Narodnoj Republici Poljskoj i povijesti sporta.

## Predsjednički izbori 2025.
Dana 24. studenoga 2024. stranka Pravo i pravda (PiS) izabrala ga je kao kandidata za predsjednika. Nakon drugog mjesta u prvom krugu, pobijedio je u drugom krugu gradonačelnika Varšave Rafała Trzaskowskog s 50,89 % dobivenih glasova.

## Osobni život
U braku je s Martom Nawrockom i imaju troje djece.